# Træbregne-familien
Træbregne-familien (Cyatheaceae) er udbredt i alle tropiske områder. Den rummer arter, som er de højeste træbregner (op til 20 m). Det er planter med skæl i stedet for hår og som har meget lange blade (3-4 m lange). De aflange eller runde sporehuse findes på bladene.
Man kender ikke det nøjagtige antal af arter i familien, for den har været gennem en lang og problemfyldt klassificering, som stadig er under revidering. For tiden (2006) arbejder man med de tre nedennævnte slægter, og det diskuteres, om Cnemidaria skal høre til i familien. Omvendt er det usikkert, om slægten Træbregne (Cyathea) skal opsplittes i flere forskellige slægter.
| Slægter |

- Alsophila
- Træbregne (Cyathea)
- Sphaeropteris

## Rødlistede arter
- Cyathea bipinnata
- Cyathea halonata
- Cyathea hemiepiphytica
- Cyathea punctata[1]

## Note
1. ↑  IUCNs rødliste over planter